# William Shockley
William Bradford Shockley (Londen, 13 februari 1910 – Stanford, 12 augustus 1989) was een Brits/Amerikaans natuurkundige en mede-uitvinder van de transistor met John Bardeen en Walter Brattain, waarvoor hij mede de Nobelprijs voor de Natuurkunde in 1956 kreeg.
Zijn pogingen om het nieuwe transistorontwerp commercieel te exploiteren rond de periode 1950-1960, droegen bij aan het ontstaan van Silicon Valley als concentratiegebied voor micro-elektronica. Later werd hij een van de meest vooraanstaande aanhangers van de eugenetica. Shockley zal door velen herinnerd worden door zijn racistische uitspraken.

## Biografie
Shockley werd geboren in Londen als enig kind van de Amerikaanse ouders William Hillman Shockley en Mary Bradford. Zijn vader was mijningenieur en ook zijn moeder was werkzaam op dat gebied en was de eerste vrouwelijke US Deputy mining surveyor.
In 1913 keerde de familie terug naar de Verenigde Staten. Hij groeide op en kreeg zijn opleiding in Palo Alto (Californië). In 1932 behaalde hij zijn bachelor (B.Sc.) aan het California Institute of Technology. Aan het Massachusetts Institute of Technology studeerde hij vastestoffysica onder professor John C. Slater en ontving zijn Ph.D. in 1936 met zijn proefschrift over de energiebandstructuur van natriumchloride.
Datzelfde jaar werd hij door Mervin Kelly aangenomen bij Bell Telephone Laboratories te Murray Hill, waar hij werkte in de onderzoeksgroep onder leiding van Clinton Davisson. In 1955 legde hij zijn positie als directeur van de afdeling transistorfysica neer om directeur te worden van het Shockley Semiconductor Laboratory, een afdeling van Beckman Instruments, te Mountain View, voor het onderzoek, de ontwikkeling en de productie van nieuwe transistors en andere halfgeleidercomponenten. Uit zijn bedrijf gingen acht werknemers weg, de zogenoemde traitorous eight, en stichtten Fairchild Semiconductor, het bedrijf dat de basis vormde van Silicon Valley, de vallei waar met silicium halfgeleiders gemaakt worden.
In 1963 werd hij benoemd tot de eerste Alexander M. Poniatoff-professor aan de Stanford-universiteit, een leerstoel op het gebied van engineering en toegepaste wetenschap.
Terwijl hij nog MIT-student was, huwde hij in augustus 1933 met Iowan Jean Bailey, met wie hij drie kinderen kreeg. Dit huwelijk eindigde in een scheiding, waarop hij in 1955 hertrouwde met Emmy Lanning.

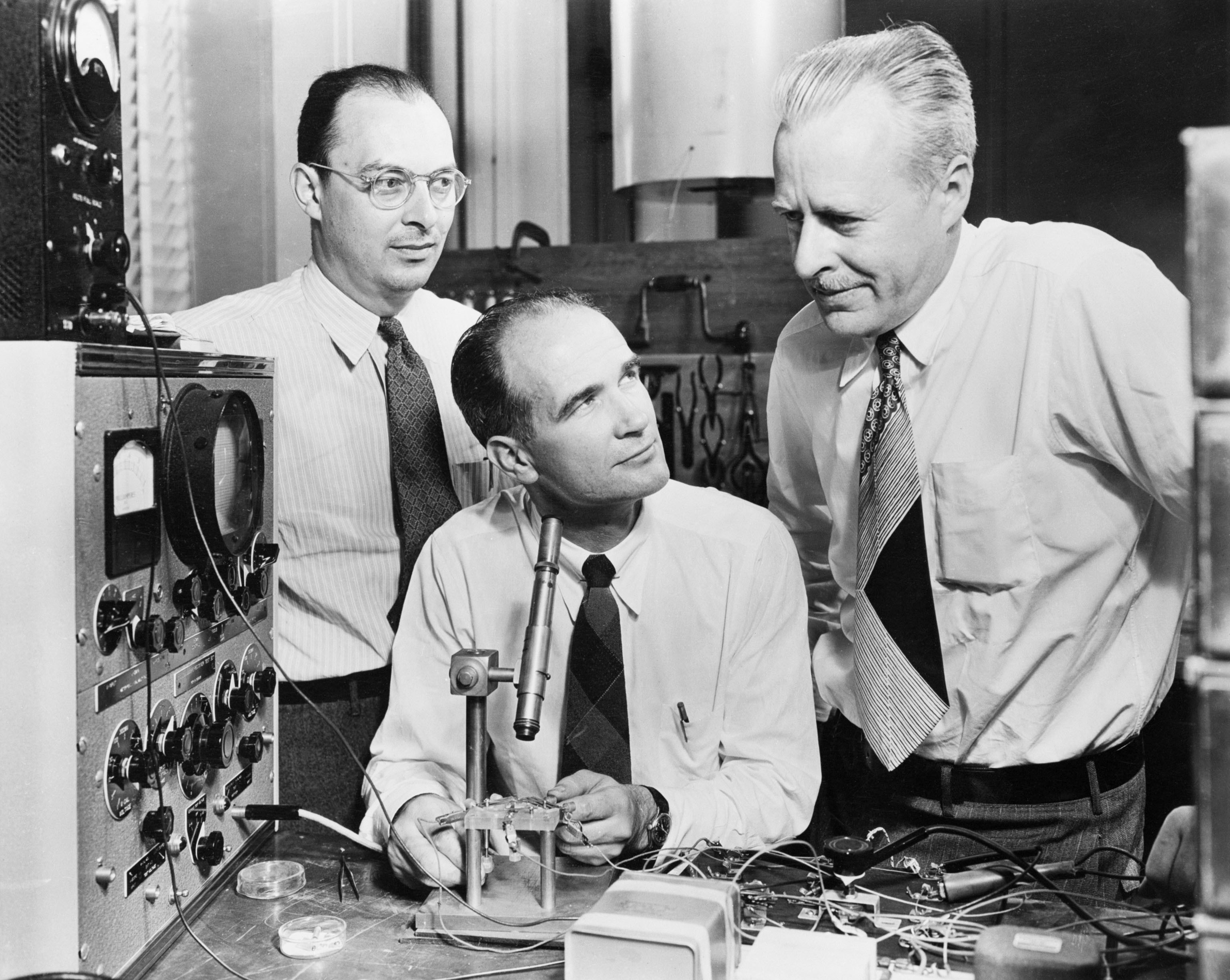
Bardeen, Shockley en Brattain

## Solid-state transistor
Voor de Tweede Wereldoorlog zocht men bij Bell Labs al naar een robuuster alternatief voor vacuümbuizen in het telefoniesysteem. Shockley deed onderzoek naar halfgeleiders maar slaagde er niet in een werkend prototype te maken.
Voordat de groep wetenschappers tot een oplossing kon komen, raakte de Verenigde Staten betrokken bij de Tweede Wereldoorlog en werd Shockley onderzoeksleider bij de onderzeebootbestrijding van de marine. Later reisde hij naar Europa en Azië om B-29 eskaderbemanningen te helpen bij het gebruik van de radar. In 1945, na de oorlog, keerde Shockley terug bij Bell Labs en kon hij het onderzoek naar halfgeleiders voortzetten. 
Kort na het einde van de Tweede Wereldoorlog formeerde Bell Labs een solid-state fysicagroep onder leiding van Shockley en de scheikundige Stanley Morgan – andere medewerkers van deze onderzoeksgroep waren John Bardeen en Walter Brattain, natuurkundige Gerald Pearson, scheikundige Robert Gibney, elektronica-expert Hilbert Moore en verscheidene andere technici. Hun taak was het zoeken van een solid-state alternatief voor de kwetsbare vacuümbuisversterkers. Door de opkomst van lange-afstandstelefonie was er een enorme behoefte aan robuuste en compactere elektrische versterkers ontstaan. Vanwege zijn ervaring in de vastestoffysica was Shockley ervan overtuigd dat halfgeleiders van silicium – na zuurstof het meest voorkomende element in de aardkorst – de oplossing voor dit probleem was. Het idee van Shockley was om met externe velden elektronen uit het siliciumoppervlak te trekken, waardoor er een elektrische stroom door het silicium op gang kwam. Tot zijn grote frustratie faalde dit om onverklaarbare redenen keer op keer. Na meer dan een jaar van gefaalde pogingen was het Bardeen die een ingeving kreeg dat de beweging van de elektrische stroom werd tegengehouden door elektronen in het oppervlak van de halfgeleider.
Terwijl Shockley zelf vroegtijdig met kerstvakantie was gegaan, werkten Bardeen en Brattain aan een nieuwe schakeling en op 23 december 1947 slaagden ze erin om de eerste werkende puntcontacttransistor te demonstreren. Pas hierna werd Shockley geïnformeerd, die ontstemd was over het feit dat hij buiten deze belangrijke doorbraak was gehouden. Het jaar daarop ontwikkelde hijzelf de eerste junctietransistor.

## Eugenetica
Gedurende de jaren 1960 raakte Shockley geïnteresseerd in een controversieel onderwerp – eugenetica en de oorsprong van (menselijke) intelligentie, en dan met name de relatie tussen ras en het intelligentiequotiënt (IQ).
Op basis van gegevens van militaire IQ-tests kwam Shockley tot de conclusie dat intelligentie erfelijk was. Hij meende te kunnen concluderen dat mensen van Afrikaanse afkomst minder intelligent waren dan die van caucasian (witte Europese) afkomst. Zijn hypothese van dysgenetica werd in de Verenigde Staten het onderwerp van intense en verbitterde debatten. Verdere controverse kwam toen hij de suggestie opwierp dat individuen met een "IQ" lager dan honderd (tegen betaling) vrijwillige sterilisatie moesten ondergaan en dat mannen met een hoog "IQ" als spermadonor moesten optreden. Zelf was hij een van de donoren van de door Robert Klark Grahams opgerichte spermabank voor genieën.
Wetenschappers op dit gebied beschouwden Shockley's gehele analyse als fout en verwierpen zijn conclusies. Anderen waren woedend op hem dat hij zulke zienswijzen publiekelijk uitdroeg.

## Erkenning
Naast de Nobelprijs Natuurkunde in 1956 verkreeg Shockley nog enkele belangrijke prijzen en onderscheidingen, waaronder de Medal for Merit in 1946 voor zijn werk op het ministerie van Oorlog tijdens de Tweede Wereldoorlog, de Morris Leibmann Memorial Prize (1952) van de IRE, de Oliver Buckley Prize (1953) van de American Physical Society en de Cyrus B. Comstack Award (1954) van de National Academy of Sciences. In 1963 ontving hij de Holley-medaille van de American Society of Mechanical Engineers. Hij ontving in 1980 de IEEE Medal of Honor.
Door Time Magazine werd hij een van de honderd meest invloedrijke personen van de twintigste eeuw genoemd. Hij overleed in 1989 aan prostaatkanker.